# 中关村大街
39°58′34″N 116°19′03″E / 39.9760392°N 116.317432°E

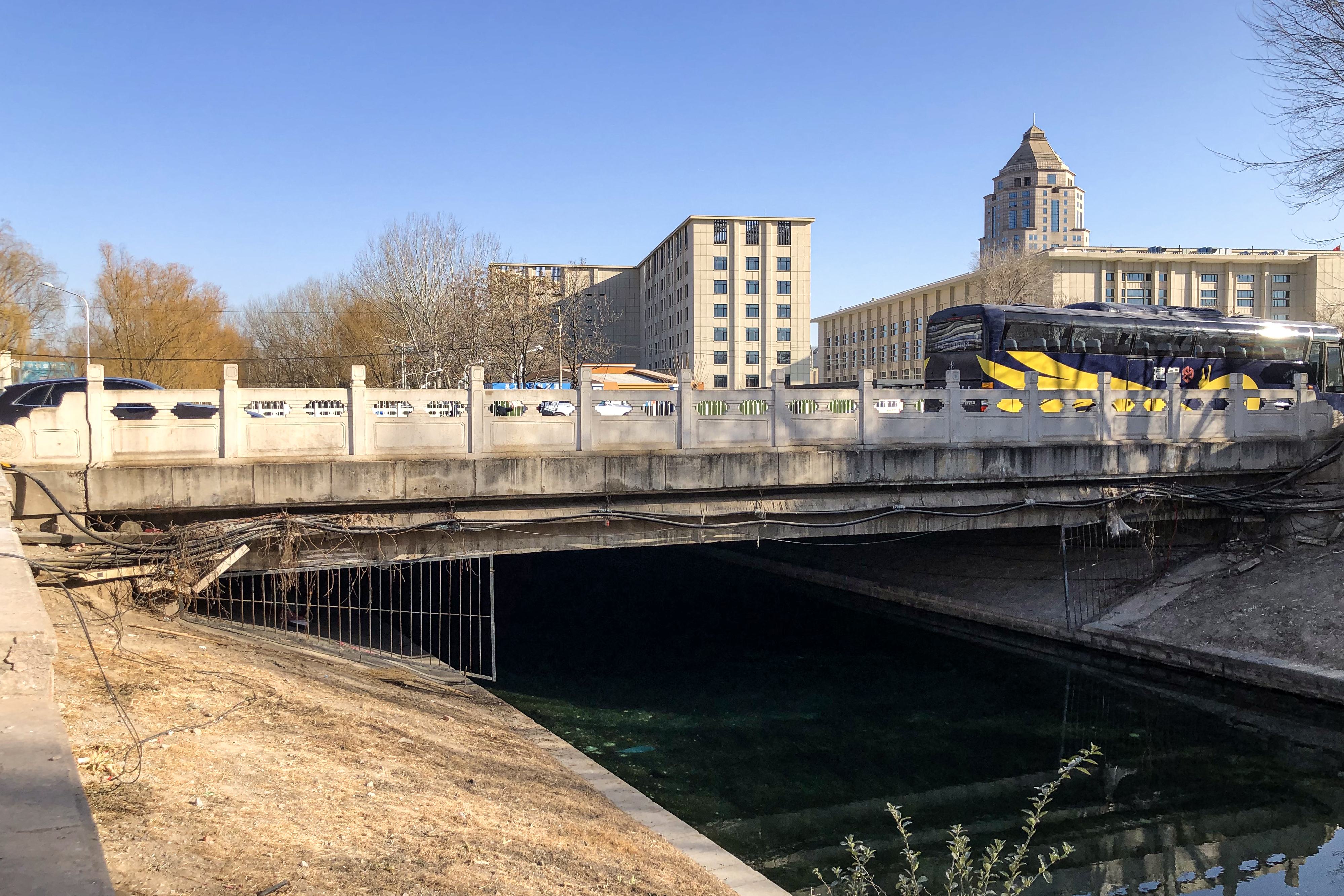
1997年重建的白石桥，原來的白石橋建於元朝，1997年6月拆除

中关村大街是北京市海淀区的一条城市主干道路，位于城市西北部，呈南北走向，2000年起称现名。
广义上的中关村大街包括首都体育馆南路、中关村南大街、中关村大街、中关村北大街和信息路。
- 首都体育馆南路：南起与阜成路交汇的白堆子路口，北至与紫竹院路交汇的白石新桥。
- 中关村南大街：原称白石桥路[2]，自白石新桥起，至四通桥与北三环西路交汇。
- 中关村大街（狭义上的中关村大街）：原为海淀路的一部分[2]，自四通桥起，至中关村一桥与北四环西路交汇。
- 中关村北大街：原称圆明园东路[2]，自中关村一桥至下穿五环路的厢白旗桥。
- 信息路：自厢白旗桥起，止于上地信息产业基地中的上地八街路口。

其中，白石新桥以北至中关村一桥一段原为从白石桥到颐和园的白颐路的一部分（另一部分为今天的海淀路、颐和园路），其余路段为后来新建。
路面以下有北京地铁4号线和9号线。

## 历史
清朝康熙年间，西直门至畅春园建有御道，该御道起始于西直门外的护城河桥，向北经高梁桥、广通寺、慈献寺至大柳树村（后演变成高梁桥斜街）后，在魏公村向西北延伸，经皇庄（黄庄）南、双关帝庙、海淀南小街和南大街至清梵寺，再到畅春园。雍正、乾隆年间，御道又向西北延长，北至圆明园，西至清漪园（颐和园）。1936年，宋哲元驻军北平后开辟从西直门向西至白石桥，再由白石桥向北至海淀黄庄的柏油路，称“西颐路”，这也是后来白颐路的雏形，20世纪50年代改造为主干道，南段在文化大革命期间曾称“文革路”，后改回白石桥路一名。